# Pamela Pabst
Pamela Pabst (* 1978) ist eine deutsche Rechtsanwältin. Sie ist die erste von Geburt an blinde Strafverteidigerin Deutschlands. Ihr Leben war die Inspiration für die ARD-Fernsehserie Die Heiland – Wir sind Anwalt (2018).

## Leben
Pamela Pabst ist seit ihrer Geburt blind, mit einer Restsehkraft von 1 % auf dem linken Auge. Sie besuchte Regelschulen mit Integrationsschwerpunkt. Während der Schulbesuch in der Grundschule gut funktionierte, berichtet sie von Mobbing-Erfahrungen während der Gymnasialzeit. Auch, weil sie aufgrund ihrer Sehbehinderung zusätzliche pädagogische Unterstützung erhielt, sei sie von Teilen der Schülerschaft abgelehnt und gequält worden. Ein Besuch eines Kriminalgerichts im Jahr 1994 weckte ihr Interesse an der Rechtswissenschaft, wobei sie sich zunächst von den förmlichen und respektvollen Umgangsformen vor Gericht angesprochen fühlte, die einen Kontrast zu dem Verhalten ihrer Mitschüler bildeten.
Während des Jurastudiums an der Freien Universität Berlin nutzte Pabst als Hilfsmittel digitale und auf Kassette gesprochene Gesetzestexte, Screenreader und Vorleseassistenten. Nach dem Zweiten Staatsexamen ließ sich Pamela Pabst 2007 als selbständige Strafverteidigerin und Opferanwältin in Berlin-Neukölln nieder. 2009 erhielt sie die Fachanwaltschaft für Strafrecht und gründete 2011 mit Bernhard von Elling eine Kanzlei in Berlin-Britz. Sie ist die erste von Geburt an blinde Strafverteidigerin Deutschlands. Beruflich nutzt sie digitale Hilfsmittel und persönliche Assistenz. Sie lebt und arbeitet in Berlin.
Im Jahr 2014 veröffentlichte sie das biografische Buch Ich sehe das, was ihr nicht seht. Eine blinde Strafverteidigerin geht ihren Weg.

## Fernsehserie
Ab dem 4. September 2018 wurde im Ersten die sechsteilige erste Staffel der Fernsehserie Die Heiland – Wir sind Anwalt ausgestrahlt. Pamela Pabst war bei der Konzipierung der Serie das reale Vorbild für die Rolle der blinden Anwältin Romy Heiland, die in der ersten Staffel von Lisa Martinek gespielt wurde. Nachdem Martinek am 28. Juni 2019 verstorben war, übernahm Christina Athenstädt ab der zweiten Staffel die Rolle der Protagonistin.